# Canton de Lorient-Nord
Le canton de Lorient-Nord est une ancienne division administrative française, située dans le département du Morbihan et la région Bretagne.

## Composition

### Canton de Lorient-II
Composé de : Lorient-Kerentrech, Lorient-Quartier Merville, Keryado, Plœmeur, Larmor.

### Canton de Lorient-Nord
Le canton de Lorient-Nord se composait d’une fraction de la commune de Lorient. Il compte 22 340 habitants (population municipale) au 1er janvier 2012.
| Nom                 | Code Insee | Intercommunalité         | Population (dernière pop. légale)               |
| ------------------- | ---------- | ------------------------ | ----------------------------------------------- |
| Lorient (chef-lieu) | 56121      | CA Lorient Agglomération | Fraction : 22 340(2012) Commune : 57 662 (2014) |

## Histoire
Le canton est créé en 1982, en lieu et place de l'ancien canton de Lorient-II

## Représentation

### Conseillers généraux de l'ancien canton de Lorient-II (1833 à 1982)
Le canton s'appelait "Canton de Ploemeur" avant d'être rebaptisé "Lorient-II" (probablement en 1848).
| Période       | Période          | Identité                        | Étiquette              | Qualité |
| ------------- | ---------------- | ------------------------------- | ---------------------- | --- |
| 1833          | 1841 (décès)     | Aimé Le Déan                    | Majorité ministérielle | Ancien ingénieur en chef de la Marine à Lorient Député (1834-1841) |
| 1842          | 1848             | Jean-Marie Fruchard (1786-1872) |                        | Président du Tribunal civil de Lorient |
| 1848          | 1871             | Raymond Paul de Raime           |                        | Ancien commissaire de marine Maire de Ploemeur |
| 1871          | 1874             | Édouard Beauvais                | Républicain            | Avocat, maire de Lorient (1848-1850, 1871-1874, 1876-1877) Elu également en 1871 dans le Canton de Lorient-1 |
| 1874          | 1877             | Simon Gustave Ratier            | Républicain            | Avocat, maire de Lorient (1878-1879) |
| 1877          | 1883             | Léonce Boy                      | Républicain            | Négociant et propriétaire à Lorient |
| 1883          | 1889             | Pierre-Paul Guieysse            | Gauche radicale        | Ingénieur hydrographe de la Marine Répétiteur à l'Ecole Polytechnique Député (1893-1910) Ministre (1895-1896) |
| 1889          | 1895             | Raymond de Raisme               | Républicain            | Maire de Plœmeur |
| 1895          | 1898 (démission) | Auguste Le Dantec               | Socialiste             | Mécanicien de la marine en retraite, Lorient |
| 1898          | 1901             | Pierre-Paul Guieysse            | Gauche radicale        | Ingénieur hydrographe de la Marine Répétiteur à l'Ecole Polytechnique Député (1893-1910) Ministre (1895-1896) |
| 1901          | 1907 (décès)     | Hyacinthe Duliscouet            | Républicain            | Docteur en médecine à Lorient |
| 1907          | 1930 (décès)     | Pierre-François Bouligand       | Rad.                   | Instituteur puis directeur d'école publique Député (1919-1930) |
| 1930          | 1940             | Emmanuel Svob                   | SFIO                   | Président de l'Union coopérative lorientaise Maire de Lorient (1935-1941 et 1944-1946) Elu en 1945 dans le Canton de Lorient-I |
|               |                  |                                 |                        | |
| 1943          | 1945             | Marcel Guihot                   |                        | Directeur de la société des kaolins d'Arvor Président de la Chambre de commerce du Morbihan Conseiller municipal de Plœmeur Membre de la Commission administrative départementale (1940-1943) Nommé conseiller départemental en 1943 |
|               |                  |                                 |                        | |
| 1945          | 1949             | Armand Guillemot                | PCF                    | Ouvrier de l'Arsenal Conseiller municipal de Lorient (1945-1953) |
| 1949          | 1951 (décès)     | Émile Jouannic (1897-1951)      | RPF                    | Colonel, Lorient |
| 15 avril 1951 | 1955             | Jules Laurent                   | RPF                    | Médecin de la Marine, Lorient |
| 1955          | 1967             | Yves Guyonvarc'h                | DVD                    | Maire de Plœmeur (1959-1967) |
| 1967          | 1979             | Jean Le Moing                   | SFIO-PS                | instituteur puis directeur d’école directeur du Centre d’orientation professionnelle de Lorient Adjoint au maire de Lorient (1965-1977)                                                                                              |
| 1979          | 1982             | Georges Jégouzo                 | PS                     | Employé à l'Arsenal de Lorient Elu en 1982 dans le Canton de Ploemeur |

### Conseillers d'arrondissement de Lorient-II (de 1833 à 1940)
| Période                                  | Période      | Identité                            | Étiquette               | Qualité |
| ---------------------------------------- | ------------ | ----------------------------------- | ----------------------- | --- |
| 1833                                     | 1836         | Charles François Briote (1781-1846) |                         | Propriétaire à Lorient                                                                                           |
|                                          |              |                                     |                         | |
| 1871                                     |              | M. Laureau                          |                         | |
|                                          |              |                                     |                         | |
| 1895                                     | 1904         | Victor Jéhanno (1861-1918)          | Républicain             | Négociant à Lorient, Président de la Chambre de commerce du Morbihan                                             |
| 1904                                     | 1910         | Prosper Le Frapper                  | Républicain ministériel | Conseiller municipal de Kerentrech                                                                               |
| 1910                                     | 1914         | Joseph Le Mestric                   | Radical                 | Conducteur des Ponts et Chaussées, conseiller municipal de Lorient - Décès en août 1914                          |
| 1914                                     | 1919         | siège vacant                        |                         | |
| 1919                                     | 1925         | Eugène Le Thiec                     | Radical                 | Propriétaire, maire de Ploemeur                                                                                  |
| 1925                                     | 1933 (décès) | Eugène Guiet                        | Radical                 | Représentant de commerce, adjoint au maire de Lorient                                                            |
| 1933                                     | 1940         | Jean Hémon                          | Radical                 | Directeur d'école honoraire, adjoint au maire de Lorient, maire de Keryado Président du Conseil d'arrondissement |
| 1940                                     |              |                                     |                         | Les conseils d'arrondissement ont été suspendus par la loi du 12 octobre 1940 et n'ont jamais été réactivés      |
| Les données manquantes sont à compléter. |              |                                     |                         | |

### Conseillers généraux du canton de Lorient-Nord (1982 à 2015)
| Période | Période | Identité                  | Étiquette | Qualité                                                                         |
| ------- | ------- | ------------------------- | --------- | ------------------------------------------------------------------------------- |
| 1982    | 1992    | Henri Scanvic (1935-2023) | PS        | Technicien à la Direction des constructions navales Adjoint au maire de Lorient |
| 1992    | 1998    | Danielle Le Roux          | UDF       |                                                                                 |
| 1998    | 2004    | Henri Scanvic             | PS        | Adjoint au maire de Lorient                                                     |
| 2004    | 2015    | Émile Jétain              | PS        | Employé à l'Arsenal de Lorient Adjoint au maire de Lorient                      |

Un nouveau découpage territorial du Morbihan entre en vigueur à l'occasion des élections départementales de 2015. Il est défini par le décret du 21 février 2014, en application des lois du 17 mai 2013 (loi organique 2013-402 et loi 2013-403).

En vertu de ce nouveau découpage, les 3 cantons qui constituaient la ville de Lorient (Centre, Nord et Sud) sont supprimés au profit des cantons de Lorient-1 (Nord) et Lorient-2 (Sud), dont les bureaux centralisateurs sont basés à Lorient. Ces deux nouveaux cantons sont chacun composés d'une fraction de la commune de Lorient ; le canton de Lorient-2 s'est également vu adjoindre la commune insulaire de Groix (formant l'ancien canton de Groix).

## Démographie
| 1982 | 1990   | 1999   | 2006   | 2011   | 2012   |
| ---- | ------ | ------ | ------ | ------ | ------ |
| -    | 21 478 | 22 020 | 22 161 | 22 156 | 22 340 |